# Doctor Phillips
Doctor Phillips é uma Região censo-designada localizada no estado americano da Flórida, no Condado de Orange.
Dr Phillips é um bairro mais antigo porém localizado em uma área estratégica em Orlando. Com acessso fácil a diversas  regiões , possui um destacado  padrão de vida. O famoso restaurant row  é aonde se encontram alguns dos melhores bares e restaurantes da cidade. O bairro também possui proximidade a International Drive com excelentes lojas e comércio.
O bairro Doctor Phillips em Orlando também tem uma localização privilegiada e qualidade de vida. Com fácil acesso às principais rodovias da cidade, é um ótimo lugar para morar se você deseja estar próximo a tudo o que a cidade tem a oferecer. Os moradores desfrutam de uma grande variedade de opções de entretenimento, como o parque temático Universal Studios, além de uma variedade de restaurantes e lojas.
Outro destaque do bairro é a sua escola pública de alta qualidade, além de escolas particulares. Doctor Phillips também possui vários parques e campos de golfe, incluindo o famoso Bay Hill Club and Lodge.

## Demografia
Segundo o censo americano de 2000, a sua população era de 9548 habitantes.

## Geografia
De acordo com o United States Census Bureau tem uma área de 12,6 km², dos quais 8,8 km² cobertos por terra e 3,8 km² cobertos por água.

## Localidades na vizinhança
O diagrama seguinte representa as localidades num raio de 8 km ao redor de Doctor Phillips.